# 約翰·柯里爾
約翰·柯里爾（英語：John Maler Collier，1850年1月27日—1934年4月11日），英国艺术家、作家，前拉斐尔派，擅长画肖像画，两个妻子都是托马斯·亨利·赫胥黎的女儿。1875年在慕尼黑美术学院学习绘画。知名作品包括1897年的《戈黛娃夫人》。

## 外部連結
- 在Find a Grave上的約翰·柯里爾